# 17125 Vijayakumar
17125 Vijayakumar este o planetă minoră (asteroid), cu un diametru de 7,373 km, din centura de asteroizi. A fost descoperită pe 12 mai 1999 la Experimental Test Site⁠(d) de Lincoln Near-Earth Asteroid Research. 
Obiectul prezintă o orbită caracterizată de o semiaxă mare de 2,7397244 UAi, o excentricitate de 0, o înclinație de 6,11804 ° în raport cu ecliptica.